# Comuna Sveatîlivka, Hlobîne
Sveatîlivka (în ucraineană Святилівка) este o comună în raionul Hlobîne, regiunea Poltava, Ucraina, formată din satele Krîva Ruda, Lîpove, Proțenkî, Strutînivka și Sveatîlivka (reședința).

## Demografie
Componența lingvistică a comunei Sveatîlivka
     Ucraineană (95,63%)
     Rusă (3,64%)
     Alte limbi (0,51%)
Conform recensământului din 2001, majoritatea populației comunei Sveatîlivka era vorbitoare de ucraineană (95,63%), existând în minoritate și vorbitori de rusă (3,64%).